# Euploea lugubris
Euploea lugubris är en fjärilsart som beskrevs av Grose-smith 1894. Euploea lugubris ingår i släktet Euploea och familjen praktfjärilar. Inga underarter finns listade i Catalogue of Life.